# Cornufer vertebralis
Espèce
Synonymes
- Batrachylodes vertebralis Boulenger, 1887
- Chaperina friedericii Sternfeld, 1920

Statut de conservation UICN

 LC  : Préoccupation mineure
Cornufer vertebralis est une espèce d'amphibiens de la famille des Ceratobatrachidae.

## Répartition
Cette espèce est endémique de l'archipel des Salomon. Elle se rencontre jusqu'à 1 250 m d'altitude aux Salomon sur l'île de Choiseul et en Papouasie-Nouvelle-Guinée sur les îles Buka et Bougainville.

## Description
Les mâles mesurent de 21,4 à 28,6 mm et les femelles de 25,4 à 29,5 mm.

## Publication originale
- Boulenger, 1887 : Second contribution to the herpetology of the Solomon Islands. Proceedings of the Zoological Society of London, vol. 1887, p. 333-338 (texte intégral).